# Svarttjärnen (Säfsnäs socken, Dalarna, 666210-143685)
Svarttjärnen är en sjö i Ludvika kommun i Dalarna och ingår i Norrströms huvudavrinningsområde.